# Colorado State Highway 23
Der Colorado State Highway 23 (kurz CO 23) ist ein in Südwest-Nordost-Richtung verlaufender State Highway im US-Bundesstaat Colorado.
Der State Highway beginnt am U.S. Highway 385 nahe Holyoke und endet nach 29 Kilometern nahe Venango an der Grenze zu Nebraska und wird daraufhin zur Nebraska State Route 23.

## Geschichte
Die Straße wurde als Colorado State Highway 176 eröffnet und im Jahr 1989 zur State Route 23 umbenannt.
Die Nummer 23 war zuvor einem State Highway zwischen Ridgway und Ouray zugeordnet, die von 1954 bis 1989 bestand.